# Uxantis reversa
Uxantis reversa är en insektsart som beskrevs av Melichar 1902. Uxantis reversa ingår i släktet Uxantis och familjen Flatidae. Inga underarter finns listade i Catalogue of Life.